# Alvo (supermarkt)
Alvo is een Belgische vennootschap van supermarkten die in 1941 werd opgericht.
In totaal zijn er een 70-tal (zelfstandige) vestigingen in België en het groothertogdom Luxemburg. De winkels liggen hoofdzakelijk in Vlaanderen en in het Groothertogdom. De hoofdzetel van de vennootschap bevindt zich in Temse.
Alvo werkt nauw samen met de Retail Partners Colruyt Group.